# Tchianhoun-Cossi
Tchianhoun-Cossi est l'un des six arrondissements de la commune de Matéri dans le département de l'Atacora au Bénin.

## Géographie
L'arrondissement de Tchianhoun-Cossi est situé au nord-ouest du Bénin et compte 6 villages que sont Fehoun, Fekerou, Koutou, Sakonou, Tchouali et Yanbiarga.

## Démographie
Selon le recensement de la population de 2013 conduit par l'Institut national de la statistique et de l'analyse économique (INSAE), Tchianhoun-Cossi compte 10278 habitants  .